# Emilia Aalto
Emilia Aalto, född 14 oktober 1989 i Göteborg, är en svensk författare.
Aalto växte upp i en dysfunktionell familj i Göteborg. År 2023 författardebuterade hon med romanen När bror dör på Wahlström & Widstrand förlag. Boken skildrar hennes äldre brors kamp mot psykisk ohälsa och drogmissbruk fram till hans död. Aalto har uppgett att hon hoppades att boken skulle leda till uppmärksamhet kring en bristande psykiatri- och beroendevård. När bror dör  fick positiva recensioner och nominerades till Borås Tidnings debutantpris 2024. År 2023 mottog hon arbetsstipendium ur Albert Bonniers stipendiefond för yngre och nyare författare.
Vid sidan av författande arbetar Aalto med att producera innehåll till yrkeshögskoleutbildningar samt frilansar som lektör. Hon har tidigare arbetat inom bokbranschen och studerat litteraturvetenskap, förlagskunskap och teknikinformation.